# Liste der Baudenkmäler in Grasbrunn

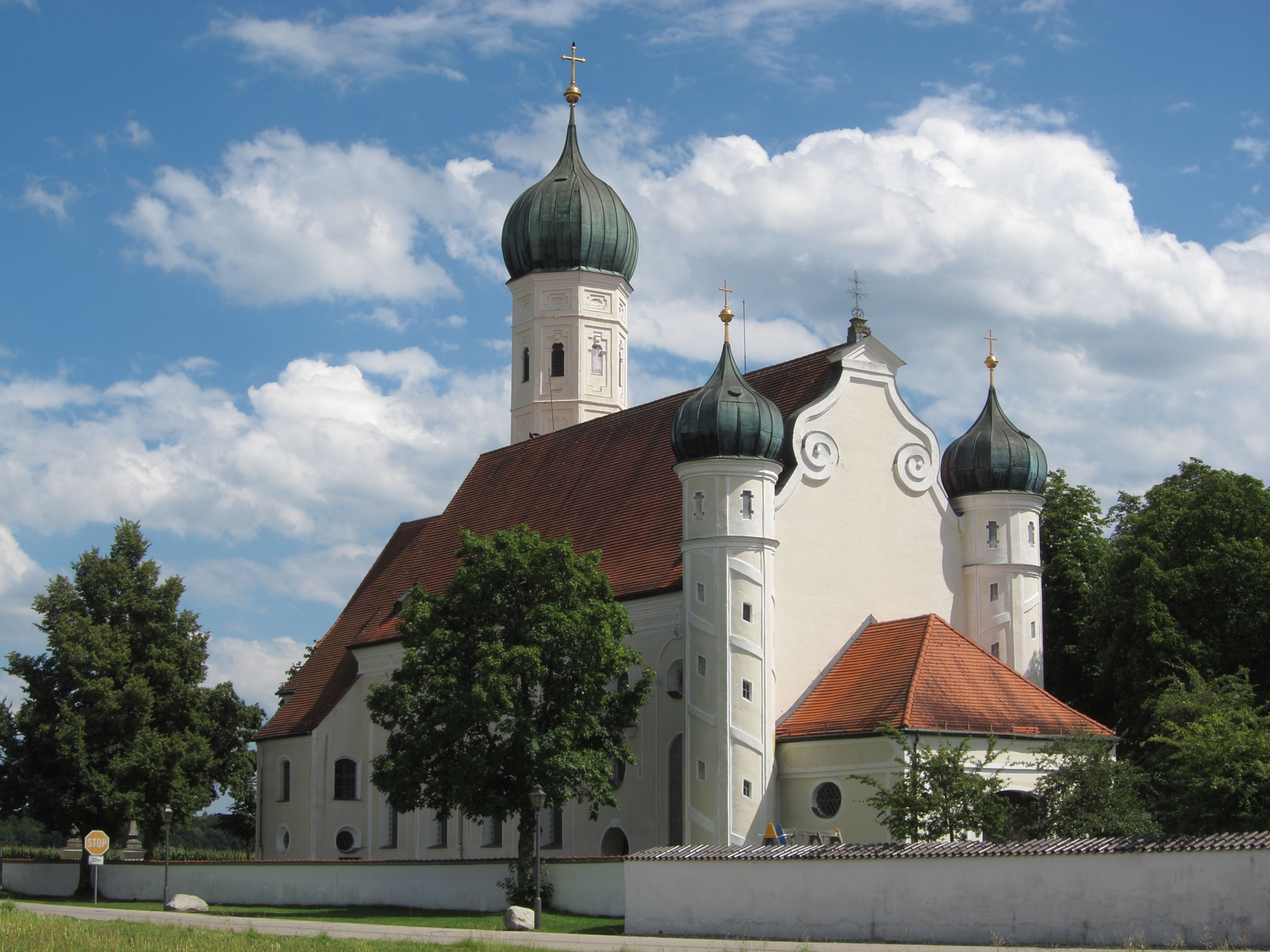
Wallfahrtskirche St. Ottilia in Möschenfeld

Auf dieser Seite sind die Baudenkmäler in der oberbayerischen Gemeinde Grasbrunn zusammengestellt. Diese Tabelle ist eine Teilliste der Liste der Baudenkmäler in Bayern. Grundlage ist die Bayerische Denkmalliste, die auf Basis des Bayerischen Denkmalschutzgesetzes vom 1. Oktober 1973 erstmals erstellt wurde und seither durch das Bayerische Landesamt für Denkmalpflege geführt wird. Die folgenden Angaben ersetzen nicht die rechtsverbindliche Auskunft der Denkmalschutzbehörde.

## Baudenkmäler nach Ortsteilen

### Grasbrunn
| Lage                          | Objekt                                                                | Beschreibung | Akten-Nr.    | Bild                                                                  |
| ----------------------------- | --------------------------------------------------------------------- | --- | ------------ | --------------------------------------------------------------------- |
| Kirchenstraße 3 (Standort)    | Katholische Filialkirche St. Ulrich                                   | Barocker Saalbau auf spätgotischer Grundlage mit leicht eingezogenem Polygonalchor, angefügter Sakristei und Chorwinkelturm mit Spitzhelm, 17./18. Jahrhundert, nach Brand 1834 erneuert; mit Ausstattung | D-1-84-121-1 | weitere Bilder                                                        |
| St.-Ulrich-Platz (Standort)   | Ehemaliges Wasserwerk Grasbrunn                                       | Verputzter Rechteckturm mit Backsteingliederung, flachem Zeltdach und angefügtem Eingangshäuschen, bezeichnet mit „1899“                                                                                  | D-1-84-121-2 | weitere Bilder                                                        |
| St.-Ulrich-Platz 8 (Standort) | Wohnteil des ehemaligen Einfirsthofes, sogenannt Beim Bauernschneider | Zweigeschossiger verputzter Satteldachbau, Giebel mit Aufzugs- und Rundbogenöffnung, wohl nach 1834 | D-1-84-121-3 | Wohnteil des ehemaligen Einfirsthofes, sogenannt Beim Bauernschneider |

### Harthausen
| Lage                       | Objekt                                    | Beschreibung | Akten-Nr.    | Bild           |
| -------------------------- | ----------------------------------------- | --- | ------------ | -------------- |
| Hauptstraße (Standort)     | Ehemaliges Wasserwerk Harthausen          | Wasserbehälter in Form eines mittelalterlichen Wehrturms mit Rundbogenfries und angefügtem kleinem Wasserhaus mit Treppengiebel, bezeichnet mit „1901“                                       | D-1-84-121-5 | weitere Bilder |
| Hauptstraße 8 a (Standort) | Ehemaliges Nebengebäude eines Bauernhofes | Kleiner Satteldachbau mit Putzgliederung und Bundwerk, bezeichnet mit „1832“ | D-1-84-121-6 | weitere Bilder |
| Kirchenstraße 1 (Standort) | Katholische Filialkirche St. Andreas      | Im Kern gotischer Saalbau mit eingezogenem quadratischem Chor, Ostturm mit Spitzhelm und angefügter Sakristei, 14./15. Jahrhundert, Langhaus um 1870 erweitert, Turm barock; mit Ausstattung | D-1-84-121-4 | weitere Bilder |

### Keferloh
| Lage                   | Objekt                                | Beschreibung | Akten-Nr.    | Bild           |
| ---------------------- | ------------------------------------- | --- | ------------ | -------------- |
| in Keferloh (Standort) | Katholische Filialkirche St. Aegidius | Romanischer Saalbau mit Westturm und stark eingezogener Apsis mit Blendbogen, geweiht 1173; mit Ausstattung                    | D-1-84-121-8 | weitere Bilder |
| in Keferloh (Standort) | Katholische Kapelle St. Maria         | Katholische Kapelle, kleiner nach Süden gerichteter Bau mit eingezogener Apsis und Dachreiter, Lourdesgrotte, bezeichnet 1872. | D-1-84-121-9 | weitere Bilder |

### Möschenfeld
| Lage                                              | Objekt                                   | Beschreibung | Akten-Nr.              | Bild           |
| ------------------------------------------------- | ---------------------------------------- | --- | ---------------------- | -------------- |
| Möschenfeld (Standort)                            | Katholische Wallfahrtskirche St. Ottilia | Frühbarocker Saalbau mit Blendarkaden, stark eingezogenem Polygonalchor mit Chorflankenturm und zwei Treppentürmchen an der Westseite, von Balthasar Wölkhamer unter Verwendung mittelalterlicher Mauern errichtet, ab 1640; mit Ausstattung Friedhofsmauer mit barocken Torpfeilern | D-1-84-121-10          | weitere Bilder |
| Möschenfeld 5, 6, 10 (Standort)                   | Gutshof Möschenfeld                      | Hauptverwaltung, zweigeschossiger Putzbau mit Halbwalmdach, 18. Jahrhundert Scheune, massiver Walmdachbau mit Krangaube und kleinen Fensteröffnungen, 18. Jahrhundert Stallstadel, langgestreckter zweigeschossiger Satteldachbau, Anfang 20. Jahrhundert                            | D-1-84-121-11          | weitere Bilder |
| an der Straße von Möschenfeld nach Wolfersberg () | Steinkreuz                               | Steinkreuz aus Tuffstein nicht nachqualifiziert, im Bayerischen Denkmal-Atlas nicht kartiert | D-1-84-121-12 Wikidata |                |

## Ehemalige Baudenkmäler
In diesem Abschnitt sind Objekte aufgeführt, die früher einmal in der Denkmalliste eingetragen waren, jetzt aber nicht mehr. Objekte, die in anderem Zusammenhang also z. B. als Teil eines Baudenkmals weiter eingetragen sind, sollen hier nicht aufgeführt werden. Aktennummern in diesem Abschnitt sind ehemalige, jetzt nicht mehr gültige Aktennummern.
| Lage                                 | Objekt       | Beschreibung                 | Akten-Nr.               | Bild           |
| ------------------------------------ | ------------ | ---------------------------- | ----------------------- | -------------- |
| Harthausen Hauptstraße 10 (Standort) | Bauinschrift | Bezeichnet mit dem Jahr 1857 | D-1-84-121-7 ? Wikidata | weitere Bilder |